# Bob Said
Boris Robert "Bob" Said Jr., född 5 maj 1932 i New York, död 24 mars 2002 i Seattle, var en amerikansk racerförare och olympisk bobåkare. 
Said tävlade i sportvagnsracing och Nascar. Han körde även ett formel 1-lopp, USA:s Grand Prix 1959. 
Said deltog också i USA:s lag i bobsleigh vid olympiska vinterspelen 1968 och 1972.

## F1-karriär
| Säsong | Stall/Tillverkare                | Poäng | Placering |
| ------ | -------------------------------- | ----- | --------- |
| 1959   | Connaught Engineering/Paul Emery | 0     | -         |